# リコ・ロドリゲス (俳優)
リコ・ロドリゲス（Rico Rodriguez,  1998年7月31日 - ）は、アメリカ合衆国の子役、俳優である。

## 来歴
1998年、テキサス州ブライアン生まれ。メキシコ系の家庭で、姉のレイニ・ロドリゲスも子役として活躍している。2006年からリコも子役として活動を初め、2007年には『鉄板英雄伝説』で映画デビュー。その後も『ER緊急救命室』などのドラマやジミー・キンメルが司会を務める『ジミー・キンメル・ライブ!』などのテレビ番組などへ出演し、徐々に人気を得ていった。2009年から出演し始めたテレビドラマシリーズの『モダン・ファミリー』で注目を集め、同作品ではレギュラーキャストとして出演している。
『モダン・ファミリー』への出演では全米映画俳優組合賞アンサンブル賞を受賞しているほか、ラテン系俳優を讃えるALMA Awardsのほか、ヤング・アーティスト・アワードのテレビシリーズ部門で最優秀賞も受賞した。
2014年には、米タイム誌が発表した「2014年の最も影響力のある25人のティーン」の一人に選ばれた。

## 出演作品

### 映画
- 鉄板英雄伝説 Epic Movie (2007)
- Opposite Day (2009)
- Babysitters Beware (2009)
- ザ・マペッツ The Muppets (2011)

### テレビドラマ
- ER緊急救命室 ER (2007)
- 'Til Death (2007)
- Cory in the House (2007)
- アイ・カーリー iCarly (2007)
- NIP/TUCK マイアミ整形外科医 Nip/Tuck (2007)
- マイネーム・イズ・アール My Name Is Earl (2008)
- モダン・ファミリー Modern Family (2009 - 2014)
- NCIS 〜ネイビー犯罪捜査班 NCIS: Naval Criminal Investigative Service (2009)
- グッドラックチャーリー Good Luck Charlie (2011)
- Mad (2012)
- R.L. Stine's The Haunting Hour (2012)

## 参照
1. ↑  “Rico Rodriguez Biography”. 2014年8月24日閲覧。
2. ↑  http://www.hollywoodreporter.com/lists/rico-rodriguez-371040
3. ↑  https://www.imdb.com/name/nm2349726/awards/?ref_=nm_awd
4. ↑  “最も影響力のあるティーンエイジャー25人発表！クロエ・モレッツなど-米TIME誌”. シネマトゥデイ. (2014年10月15日) 2014年10月16日閲覧。